# Gamborg Sogn
Gamborg Sogn ist eine Kirchspielsgemeinde (dän.: Sogn) im südlichen Dänemark. Bis 1970 gehörte sie zur Harde Vends Herred im damaligen Odense Amt, danach zur Middelfart Kommune im Fyns Amt, die im Zuge der  Kommunalreform zum 1. Januar 2007 in der „neuen“  Middelfart Kommune in der Region Syddanmark aufgegangen ist.
Im Kirchspiel leben 447 Einwohner (Stand:1. Januar 2023). Im Kirchspiel liegt die Kirche „Gamborg Kirke“.
Nachbargemeinden sind im Norden Kauslunde Sogn und im Osten Udby Sogn.